# Rhyacophila quadrata
Rhyacophila quadrata is een fossiele soort schietmot uit de familie Rhyacophilidae.